# Ходорович Віктор Антонович
Віктор Антонович Ходорович (нар. 10 грудня 1894, Тифліс, Російська імперія — пом. 16 березня 1920, Крим) — російський військовий льотчик, поручик, учасник Першої світової війни, кавалер Георгіївської зброї (1917) і трьох георгіївських хрестів.
Після Жовтневої революції почав службу в Червоній армії (РККА), але потім перейшов на бік Білого руху, де був здійснений у штабс-капітани.

## Біографія
Віктор Ходорович народився 10 грудня 1894 року в Тифлісі, в сім'ї вірмено-григоріанського віросповідання . Його батько був колезьким асесором. Початкову освіту здобув в Ериванській чоловічій гімназії. Після закінчення гімназії вступив до Київського політехнічного інституту, де закінчив два курси .
13 жовтня 1914 року, після початку Першої світової війни, добровільно пішов на службу до Російської імператорської армії рядовим на правах однорічного охотника 1-го розряду, службу почав у 1-й авіаційній роті. 29 жовтня 1914 року був направлений до Севастопольської військової авіаційної школи, яку закінчив 12 травня 1915 року. Після цього був призначений служити в 3-му польовому авіаційному загоні. 25 травня прибув до загону, але незабаром був переведений до 35-го корпусного авіаційного загону. 6 червня 1915 отримав звання молодшого унтер-офіцера, а 16 липня 1915 — звання старшого унтер-офіцера. 30 липня 1915 великий князь Георгій Михайлович особисто нагородив Віктора Ходоровича Георгіївським хрестом 2-го ступеня . 23 грудня 1915 року був здійснений у чин прапорщика і того ж дня обійняв посаду командувача 8-го армійського авіаційного загону. 2 квітня 1916 року Віктора Ходоровича було збито поблизу міста Чернівці .
20 квітня 1916 року був переведений на службу до 8-го армійського авіаційного загону. Під час служби в загоні неодноразово відзначався по службі. 7 вересня 1916 року збив літак супротивника поблизу Киселіна. 19 листопада 1916 року «за бойові відзнаки» отримав звання підпоручика. 24 червня 1917 року в районі Станіславова здійснив повітряну розвідку, за що був удостоєний Золотої зброї. 21 липня 1917 року збив ворожий літак поблизу міста Новоселиця. Якийсь час перебував на посаді командира 8-го армійського авіазагону. 29 жовтня 1917 року отримав звання поручника .
Після Жовтневого перевороту перейшов на службу до Червоної армії. Станом на березень 1919 року перебував у складі Київської авіаційної школи Робітничо-селянського Червоного повітряного флоту. Потім став одним із льотчиків авіаційного загону особливого призначення, який був сформований у Вінниці для налагодження авіаційного сполучення з Угорською радянською республікою (УНР). 12 квітня того ж року здійснив перший в історії радянської авіації міжнародний переліт літаком типу "Ельфауге", вилетівши з Вінниці до села Полфалва (поблизу Будапешта) .
У серпні 1919 року Віктор Антонович разом зі своєю дружиною здійснив переліт літаком типу «Ельфауге» з Києва  (за іншими даними з Харкова ) на територію, контрольовану Збройними силами Півдня Росії (ЗСПР). 19 серпня був відряджений до Управління начальника авіації ЗСПР. 20 жовтня того ж року був призначений у розпорядження чергового генерала Штаба Верховного Головнокомандувача ЗСПР . Під час служби у лавах ЗСПР отримав звання штабс-капітана .
Віктор Ходорович помер 16 березня 1920 року від тифу в Криму .

## Нагороди
Віктор Антонович був удостоєний наступних нагород  :
- Золота зброя «За хоробрість» (Наказ з 8-ї армії № 2855 від 2 вересня 1917 року [5])
— "за те, що в бою 24-го червня 1917 року під Станіславовим у ході артилерійської підготовки ввечері, напередодні штурму укріпленої позиції противника, керуючи апаратом, проник у район ворожого розташування і, незважаючи на вбивчий обстріл з небезпекою для життя тримався над лісом поблизу хуторів Рибно і Павельче до тих пір, поки не з'ясував розташування всіх стріляючих батарей противника. Вчасно доставивши ці відомості, він дав можливість 25 червня послабити вогонь ворожої артилерії, чим суттєво вплинув на успішний хід подальшої операції, що увінчалася проривом укріпленої смуги противника і захопленням більше 10 000 полонених, 80 гармат, 200 кулеметів;
- Орден Святого Володимира 4-го ступеня з мечами та бантом (Наказ з армій Південно-Західного фронту № 1994 від 10 грудня 1916 р.)
— «за збитий ворожий літак та бомбометання 7 вересня 1916 р. у районі с. Локачі»;
- Орден Святої Анни 2-го ступеня з мечами (Наказ по 8-й армії № 2706 від 30 червня 1917)
- Орден Святої Анни 3-го ступеня з мечами та бантом (Наказом по 8-й армії № 1823 від 1916)
— «за повітряні розвідки та фотографування позицій противника по р. Стоходу за час із 5 по 23 червня 1916 р. »;
- Орден Святого Станіслава 2-го ступеня з мечами (Наказ по 8-й армії № 2403 від 27 березня 1917)
— «за повітряні розвідки та фотографування позицій противника у лісистих Карпатах у зимовий період 1916 та 1917 року»;
- Орден Святого Станіслава 3-го ступеня з мечами та бантом — Наказом по 8-й армії № 1783 від 1916)
— «за повітряну розвідку 24 травня 1916 року, яка дала цінні відомості про відступ противника»;
- Георгіївський хрест 2-го ступеня (№ 12368)
— «за повітряні розвідки та бомбометання та доставлення особливо важливих відомостей про супротивника [2]»
- Георгіївський хрест 3-го ступеня (№ 7087; Наказ по 8-й армії № 590 від 31 липня 1915)
- "За повітряні розвідки, бомбометання під вогнем противника і доставлення цінних відомостей про розташування ворога[6] ";
- Георгіївський хрест 4-го ступеня (№ 225470; Наказ по 8-й армії № 595 від 26 серпня 1915)
- "За повітряну розвідку 25-го травня 1915[7] ".